# Galendromus superstus
Galendromus superstus är en spindeldjursart som beskrevs av Zack 1969. Galendromus superstus ingår i släktet Galendromus och familjen Phytoseiidae. Inga underarter finns listade i Catalogue of Life.